# Stremovo, Kărdjali
Stremovo (în bulgară Стремово) este un sat în comuna Kărdjali, regiunea Kărdjali,  Bulgaria. 

## Demografie
Componența etnică a satului Stremovo
     Turci (95,83%)
     Nicio identificare (4,16%)
     Altele (0%)
La recensământul din 2011, populația satului Stremovo era de 192 locuitori. Din punct de vedere etnic, majoritatea locuitorilor (95,83%) erau turci. Pentru 4,16% din locuitori nu este cunoscută apartenența etnică.